# فاسيلي غيرغلي
فاسيلي غيرغلي (بالرومانية: Vasile Gergely)‏ هو لاعب كرة قدم روماني في مركز الوسط، ولد في 28 أكتوبر 1941 في بايا ماري في رومانيا. شارك مع منتخب رومانيا لكرة القدم. أما مع النوادي، فقد لعب مع دينامو بوخارست ونادي ديربن سيتي ونادي هرتا برلين.

## وصلات خارجية
- فاسيلي غيرغلي على موقع الاتحاد الدولي (مؤرشف)  (الإنجليزية)
- فاسيلي غيرغلي على موقع قاعدة بيانات كرة القدم.إي يو (الإنجليزية)
- فاسيلي غيرغلي على موقع بيانات كرة القدم. دي إي (الألمانية)
- فاسيلي غيرغلي على موقع ناشيونال فوتبول تيمز (الإنجليزية)
- فاسيلي غيرغلي على موقع Soccerway.com (الإنجليزية)
- فاسيلي غيرغلي على موقع عالم كرة القدم.نت (الإنجليزية)